# 広島電鉄550形電車
広島電鉄550形電車（ひろしまでんてつ550かたでんしゃ）は、広島電鉄に以前在籍していた路面電車車両である。

## 概要
500形に引き続き、1955年に市内線車両として登場した。ナニワ工機で全5両が製造された。
551号がPCCカーの影響を受けて、新製当初は間接制御で電空併用ブレーキを装備、釣り掛け駆動ながらモーター出力も30kW×4に向上、また台車も新型のFS69形を使用した高性能車として作られ、この車両のみ宮島線への直通許可を受けていた。
552 - 555号は前年に作られた500形を踏襲し、直接制御、モーター出力は38kW×2だったが、使用台車はKS-7形からFS68形に変更された。
共通する新製時の外観の特徴は、正面中央窓が大型化された点。また側面腰板部には電照式のアクリル看板が1車両に付き4箇所設けられ、この電照式看板は、その後、850形・2000形・2500形に踏襲された。500形と異なり、正面の右・中央上部に通風口が設けられ、左側上部に小型の行先表示器が設けられた。また、車体の材質も500形までの半鋼製から、この車両から全金属製に変更された。
551号は1958年3月に貸し切り運用として宮島線と市内線との初直通運用に、850形とともに充当された。1962年1月に、定期直通運用が始まると850形・2000形・2500形などに混じって運用されたが、2000形および2500形の増備で再び市内線用車両となった。市内線用車両に戻った後は、駆動系のトラブルが多発したこともあって直接制御に改造され、台車も中古のブリル台車に履き替えている。
1974年に全車ワンマン車両になり、中央部に小型の行先表示器が設けられ、左側の表示器はワンマン表示に転用された。
552号が1975年11月1日の千田車庫火災で被災し、1977年4月4日に900形902号とともに廃車になった。
残存する4両に関しては、その後方向幕の電動・大型化が行われ、1983年7月に三菱電機の直流交流変換駆動方式（三菱MDA方式）CU77A集中型（21,000kcal/h×1）で冷房改造が行われた。床下スペースの関係で、350形・500形と同様に補助電源の静止形インバータ装置を屋根上に設置した。冷房改造に併せて、551号は火災で廃車になった552号の機器を流用し台車などを交換、他車との統合が図られた。
1980年代は標準色車の正面に菱形黄色の警戒塗装が施されたが、後に消されている。また、広告電車としても広く使われているほか、一方で当初設置していた電照式看板は埋められた。
2006年3月に運用離脱が始まり、同年6月改正で全て運用離脱となった。最後まで活躍した車両は553・554だった。

## 運用離脱後
553・554は運用離脱後しばらく荒手車庫に留置されていたが、2006年8月に解体された。555は、廃車後三菱重工業に譲渡されている。

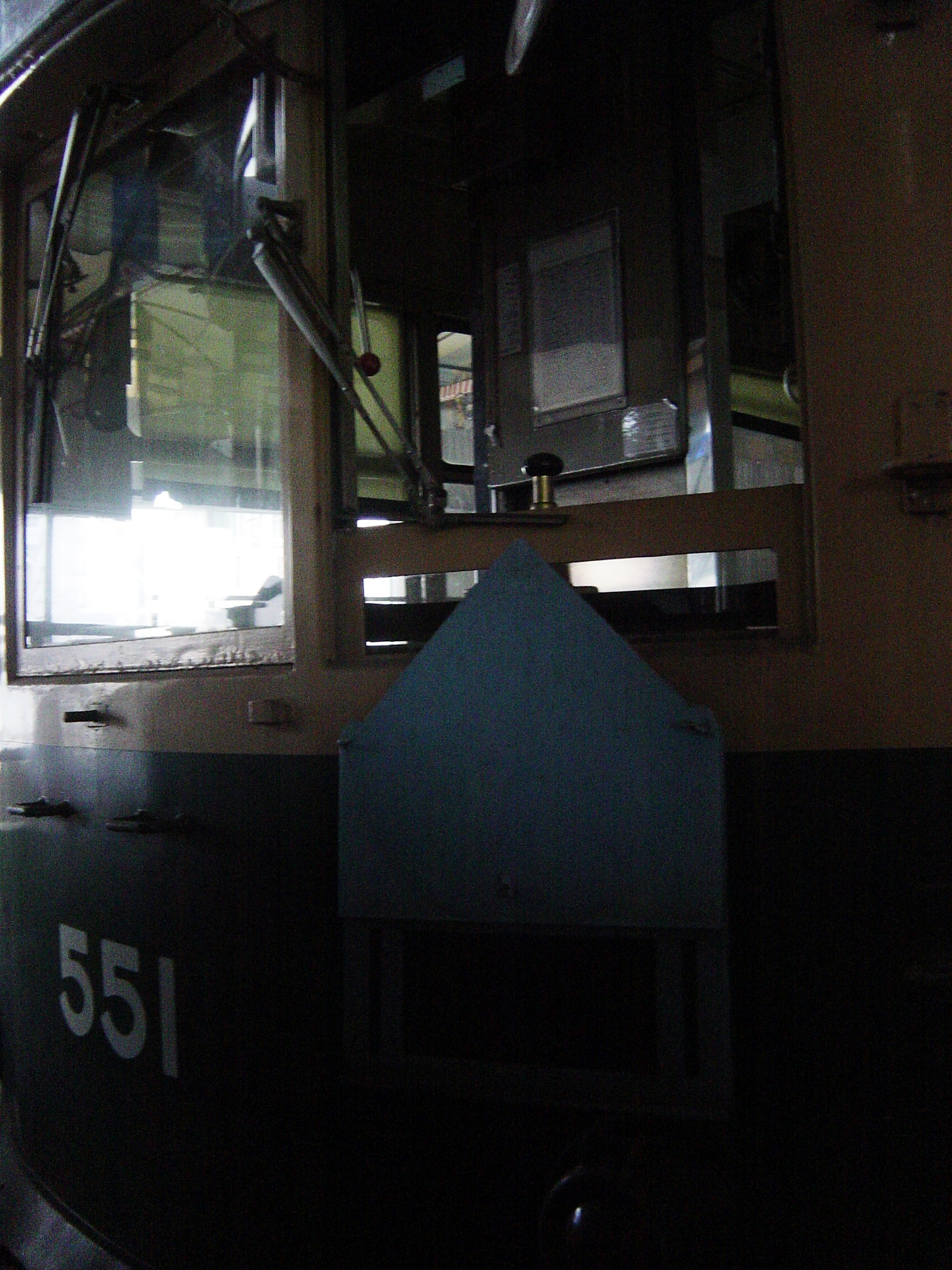
江波車庫に保管されていた当時の551 2005年1月撮影 （許可を得て撮影）
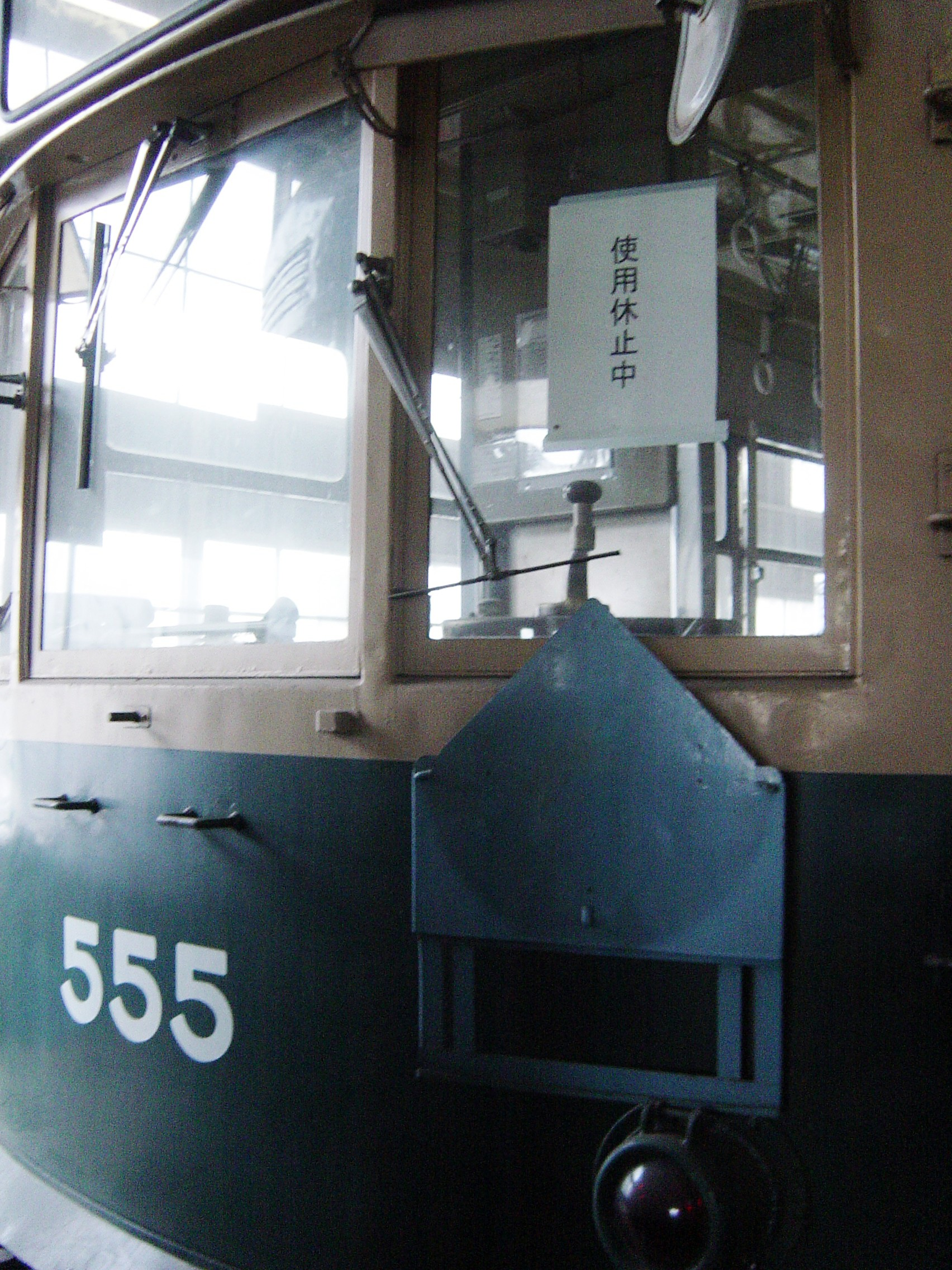
江波車庫に保管されていた当時の555 2005年1月撮影 （許可を得て撮影）
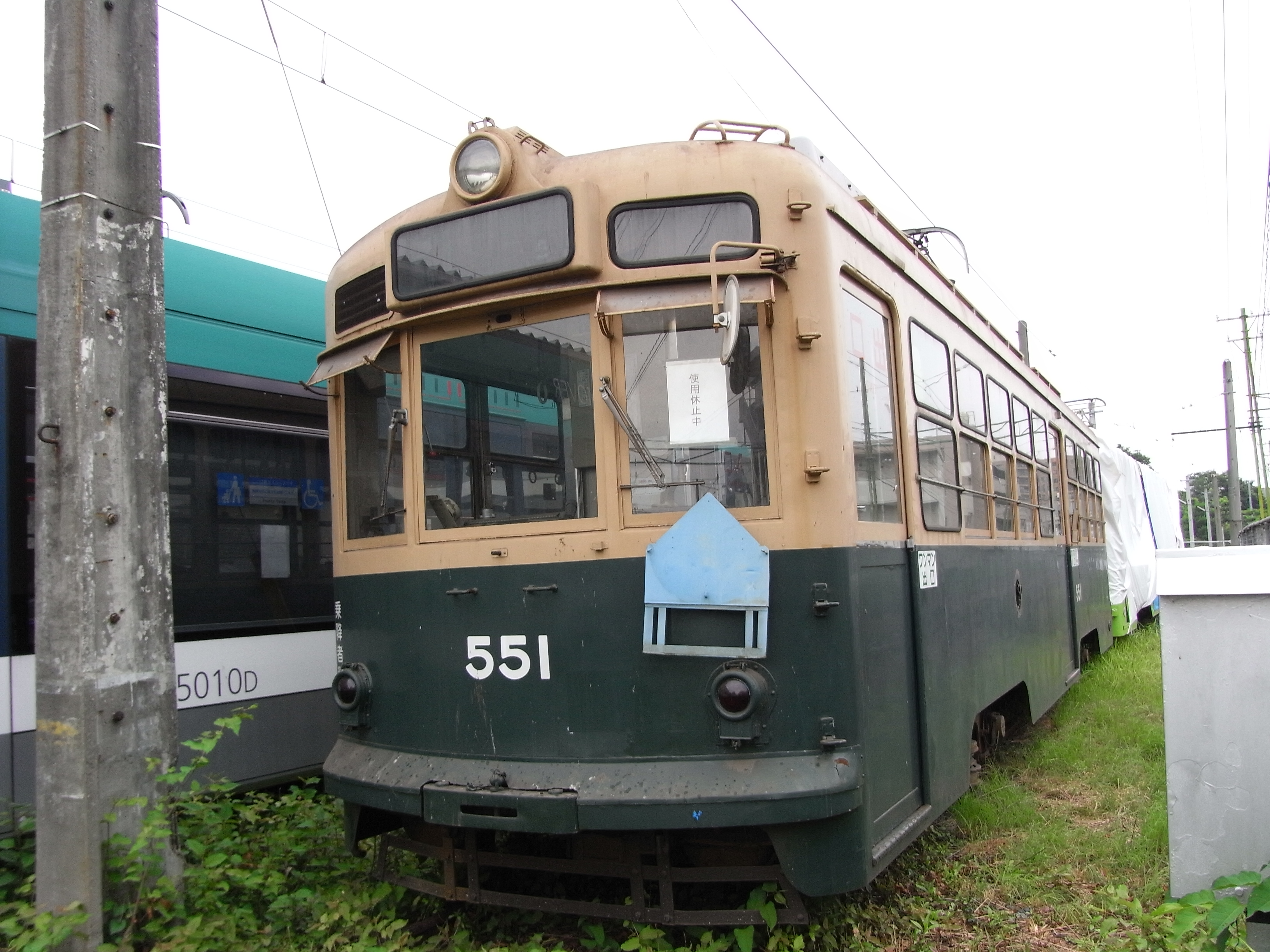
荒手車庫で留置されていた当時の551 2008年7月撮影 （許可を得て撮影）

## 各車状況
| 車番 | 竣工           | ワンマン化竣工 | 冷房改造      | 所属車庫/ 廃車（年月日） | 備考                               |
| ---- | -------------- | -------------- | ------------- | ------------------------ | ---------------------------------- |
| 551  | 1955年11月16日 | 1974年1月      | 1983年7月7日  | 2013年4月18日            | 2013年4月解体                      |
| 552  | 1955年11月16日 | 1974年1月      | 未実施        | 1977年4月4日             | 千田車庫火災で被災                 |
| 553  | 1955年11月16日 | 1974年1月      | 1983年7月15日 | 2006年6月                | 2006年8月解体                      |
| 554  | 1955年11月16日 | 1974年1月      | 1983年7月7日  | 2006年6月                | 2006年8月解体                      |
| 555  | 1955年11月16日 | 1974年1月      | 1983年7月15日 | 2006年6月                | 三菱重工業に譲渡後、2021年に解体。 |